# 大恩格爾峰
46°40′19.7″N 8°10′48″E / 46.672139°N 8.18000°E
大恩格爾峰（德語：Grosses Engelhorn）是瑞士伯恩州的山峰，位於該國南部，屬於伯尔尼山的一部分，海拔高度2,782米，每年平均降雨量2,465毫米。

## 外部連結
- Grosses Engelhorn on Hikr（页面存档备份，存于）